# Auzouer-en-Touraine
 Auzouer-en-Touraine  es una población y comuna francesa, situada en la región de  Centro, departamento de Indre y Loira, en el distrito de Tours y cantón de Château-Renault.

## Demografía
| 680 | 521 | 569 | 633 | 641 | 653 | 686 | 695 | 705 | 693 | 706 | 672 | 666 | 683 | 701 | 734 | 692 | 675 | 688 | 673 | 650 | 689 | 691 | 652 | 712 | 691 | 713 | 646 | 689 | 983 | 1 242 | 1 309 | 1 853 |
| Para los censos de 1962 a 1999 la población legal corresponde a la población sin duplicidades (Fuente: INSEE [Consultar]) |     |     |     |     |     |     |     |     |     |     |     |     |     |     |     |     |     |     |     |     |     |     |     |     |     |     |     |     |     |       |       |       |